# Incidente del Ypiranga
L'Incidente del Ypiranga è un episodio di crisi politica tra Impero Tedesco e Stati Uniti d'America avvenuto nell'aprile 1914.

## Storia
Nei primi anni della rivoluzione messicana gli USA supportarono attivamente la fazione controrivoluzionaria guidata dal presidente Victoriano Huerta. In seguito ad alcuni episodi di violenza da parte del dittatore messicano, il presidente statunitense Woodrow Wilson fece marcia indietro e sospese le forniture di armi e munizioni ai soldati di Huerta.
Costretto dalla necessità bellica a rifornirsi altrove, Huerta strinse un accordo con l'impero tedesco, che inviò la nave SS Ypiranga carica di rifornimenti per le armate controrivoluzionarie. Wilson fu informato del fatto ed ordinò alla US Navy di impedire che la nave giungesse a destinazione, ovvero nel porto di Veracruz.
Il 21 aprile la SS Ypiranga fu presa dagli americani, scatenando le proteste formali di messicani e soprattutto tedeschi. Ben presto però apparve chiaro che la detenzione della nave tedesca era illegale, in quanto non vi era stata formale dichiarazione di guerra tra gli USA e la Germania e nemmeno una dichiarazione formale di blocco navale del Messico da parte degli americani; pertanto Wilson fu costretto a rilasciare la nave. Nel frattempo, però, gli americani avevano occupato Veracruz e quindi la nave fu costretta a proseguire per Puerto Mexico, dove poté scaricare la propria merce.

## Conseguenze
Sebbene l'episodio si sia risolto in breve tempo e con poche conseguenze dirette, esso fu uno dei fatti che contribuirono a convincere Wilson a supportare Francia e Regno Unito nella prima guerra mondiale, che sarebbe scoppiata da lì a pochi mesi.